# Réseau routier espagnol
Pour un article plus général, voir Transport en Espagne.
Le réseau routier espagnol a longtemps été décrié en raison de sa mauvaise qualité.
Aujourd'hui, en matière de sécurité routière, le réseau routier espagnol est l'un des meilleurs réseaux de l'Union Européenne, avec une moindre mortalité par population

## 1900 - 1929

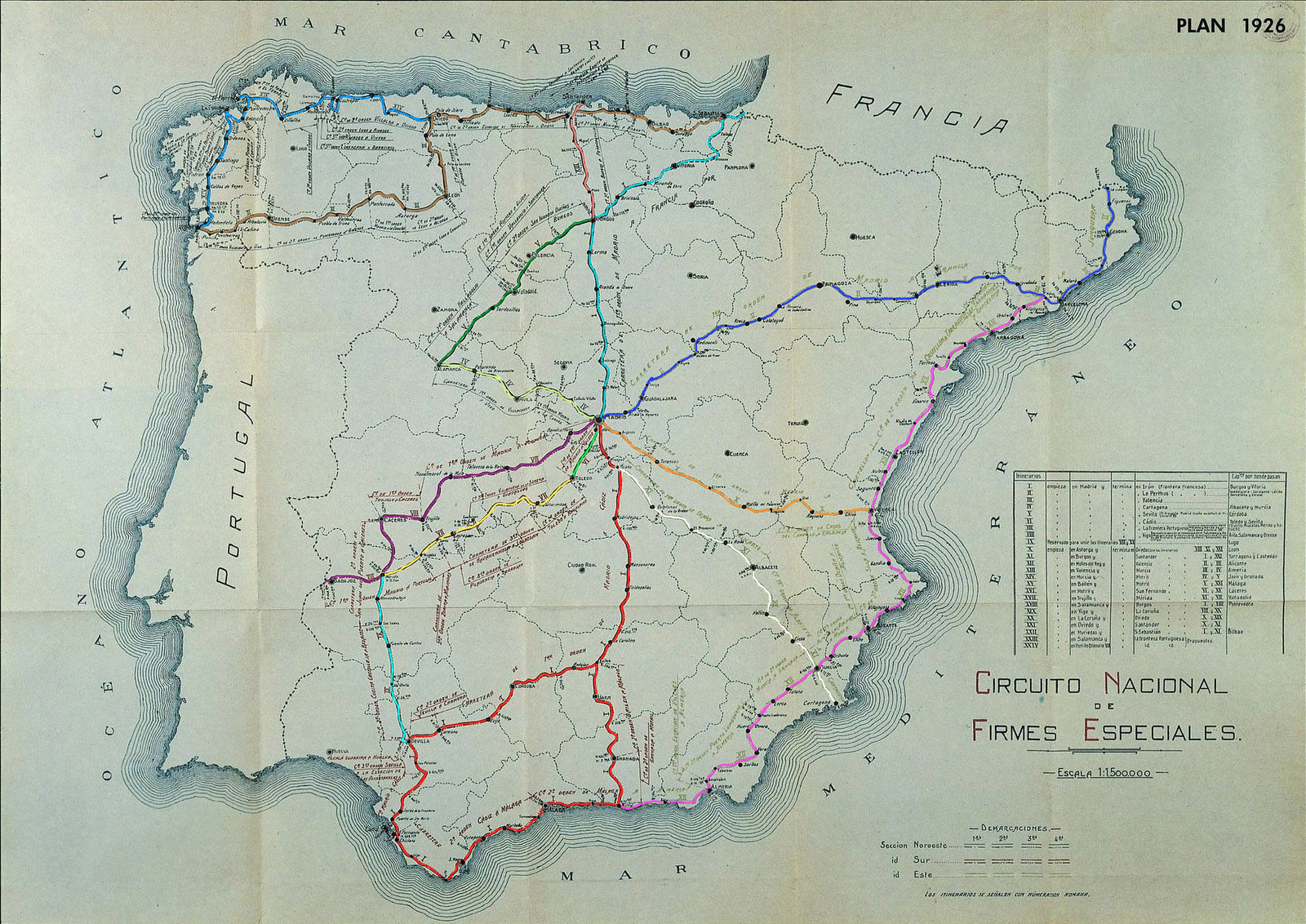
Carte routière présentant le projet initial du Circuito Nacional de Firmes Especiales (1926).

La première voiture est immatriculée en 1900.
Très peu de portions bitumées et présence de nombreux « nids de poule ». La signalisation routière est encore quasi inexistante, contrairement à d'autres pays d'Europe.
En 1913, une route relie enfin l'Espagne à la Principauté d'Andorre.
Un vaste programme issu d'un décret royal baptisé Circuito Nacional de Firmes Especiales prévoit la mise aux normes des chaussées et leur numérotation, son entrée en application s'effectuant dès 1926.

## 1930 - 1939
En 1931, une route relie la France à l'Andorre via le Pas de la Case.
En 1932, un premier mode de numérotation provisoire est instauré sur quelques axes routiers majeurs (utilisation exclusive de chiffres romains préfigurant le système actuel...).
En 1939, élaboration du "Plan Peña" pour créer un système de numérotation et de classement des routes en trois catégories :
- Carreteras Nacionales (Routes nationales)
- Carreteras Comarcales (Equivalent des départementales en France)
- Caminos (Chemins locaux)

L'exécution de ce programme est toutefois suspendu en raison des hostilités de la guerre civile. Les événements qui sévissent impactent gravement le réseau routier, dont la voirie deviendra rapidement impraticable dans certaines zones.
Le parc automobile sera quant à lui, pratiquement réduit à néant à la fin de la guerre.

## 1940 - 1949
La première autoroute (Autopista) est inaugurée en 1942, elle relie Madrid à l'aéroport.
La frontière avec la France est fermée le 1er mars 1946 et rouverte le 10 février 1948.

## 1950 - 1959
Entrée en vigueur de la numérotation et du classement des routes prévus par le "Plan Peña" à partir de 1952.
Remise en état, élargissements et premiers bitumages des grandes routes nationales, en particulier sur les liaisons rayonnant de Madrid et sur la côte méditerranéenne.
Reprise de l'augmentation du parc automobile dont le marché inclut désormais celui de la classe populaire.
Une loi datant du 26 février 1953 autorise en Espagne la construction de routes privées à péage.

## 1960 - 1969
Inauguration de la première route à péage dans le Tunnel de la Sierra de Guadarrama en 1965 (intégré par la suite sur le réseau autoroutier...).
Inauguration de la première autoroute à péage entre Barcelone et Granollers en 1969. Celle-ci est gérée par Acesa, société fondée deux ans auparavant et aujourd'hui intégrante du groupe Abertis.

## 1970 - 1979

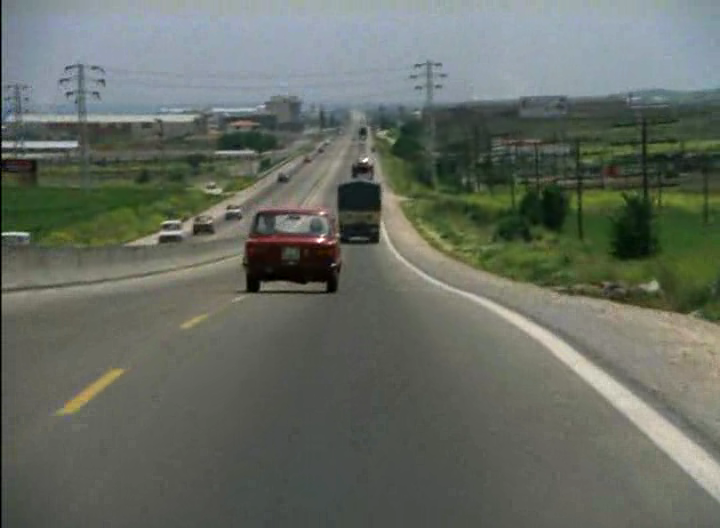
Carretera N-III en 1973

L'Espagne et la France sont reliées par une autoroute. Il s'agit de la liaison Barcelone - Perpignan (codifiée A9 en France et AP-7 en Espagne) achevée en 1976.

## 1980 - 1989
Création du statut de voie rapide "Autovia" en 1984.

## 1990 - 1999
Transformation de centaines de kilomètres de routes nationales en des voies rapides.

## 2000 - 2009
Les autoroutes prennent le préfixe "AP" et les voies rapides "A" en 2005.

## 2010 - 2019
Rapporté à la distance parcourue, le nombre de tués sur les routes par cent millions de véhicules-kilomètres s'est réduit de 0,85 à 0,53 sur la période 2009-2018, alors que l'indice de létalité (tués par 100
"victimes") est passé de 3,3 a 2,2.

## Sécurité
Contexte
Avec 37 tués par millions d'habitants en 2019 et 29 tués par millions d'habitants en 2020, le réseau routier espagnol est l'un des réseaux de l'union européenne qui voit le moins de mortalité routière par unité de population :
C'est la septième — ex-æquo avec l'Allemagne — en 2019, après le Danemark, l'Irlande, le Luxembourg, Malte, les Pays-Bas, et la Suède.
C'est la quatrième en 2020, après le Danemark, Malte et la Suède.
Par type de route
Pour des raisons techniques, il est temporairement impossible d'afficher le graphique qui aurait dû être présenté ici.